# Степанов, Пётр Прокопьевич
Пётр Прокопьевич Степанов (25 января 1911, деревня Преснецово — 11 июля 1986, Калуга) — советский педагог, садовод, биолог. Участник Великой Отечественной войны.

## Биография
Родился в 1911 году в д. Преснецово современного Алексинского  района Тульской области. Окончил московские курсы по подготовке инструкторов-рационализаторов и Калужский кооперативный техникум.
На фронте в составе 7-й танковой бригады Юго-Западного фронта. В мае 1942 года был ранен, попал в концлагерь, безуспешно пытался бежать. Освобождён советскими войсками в апреле 1945 года.
С 1946 года проживал в Калуге. С 1949 по 1952 год работал в школе № 2. С 1952 года — в новооткрывшейся школе, куда был приглашён директором Марией Васильевной Улыбиной.
В 1954 году 12 юннатов из кружка, который вёл Пётр Степанов при школе, стали участниками Всесоюзной сельскохозяйственной выставки. Известен как автор новаторских идей в области преподавания биологии в школе. Изготовленные им и его учениками пособия демонстрировались не только в Калуге и Москве, но и за рубежом — в Мексике, Франции, США, на Кубе.

## Награды и звания
- Заслуженный учитель школы РСФСР (1957)[2]
- Орден Ленина (1960)[2]
- Орден Отечественной войны II степени (1985)[7]